# مقاطعة ميتكالف (كنتاكي)
مقاطعة ميتكالف (بالإنجليزية: Metcalfe County)‏ هي إحدى المقاطعات في ولاية كنتاكي في الولايات المتحدة الأمريكية.